# Per Verner Rønning
Per Verner Vågan Rønning (Levanger, 9 gennaio 1983) è un allenatore di calcio ed ex calciatore norvegese, di ruolo difensore.

## Carriera

### Club

#### Levanger e Kongsvinger
Rønning ha iniziato la carriera con la maglia del Levanger. Nel 2006 è passato al Kongsvinger, in 1. divisjon, debuttando in data 9 aprile nella sfida contro il Moss, vinta per 1-0. Il 13 maggio ha segnato la prima rete per il club, nella vittoria per 2-3 in casa del Follo.

#### AIK e Bodø/Glimt
Nel 2007, è stato acquistato dall'AIK, squadra svedese militante nell'Allsvenskan. Ha esordito il 17 aprile, nel successo per 2-1 in casa del Göteborg. È stato infortunato, però, per la maggior parte della stagione: ha collezionato, quindi, soltanto 3 presenze in campionato.
È tornato così in patria, per giocare nel Bodø/Glimt. Ha debuttato nell'Eliteserien il 30 marzo 2008, nel successo per 2-0 sull'HamKam. Il 27 luglio è arrivato il primo gol nella massima divisione norvegese, nel successo per 2-1 sul Lyn Oslo. Al termine del campionato 2009, la sua squadra è retrocessa in 1. divisjon.

#### Rosenborg
Il 14 agosto 2011 è passato al Rosenborg, in cambio di Tom Erik Nordberg. Ha scelto la maglia numero 5. Ha esordito in squadra il 21 agosto, quando è stato titolare nel pareggio per 2-2 in casa dell'Haugesund. Il 25 luglio 2013, nella sfida valida per l'Europa League 2013-2014 contro il St. Johnstone, ha subito un infortunio al tendine di Achille che gli ha fatto concludere anzitempo la stagione. È stato operato il giorno successivo. Ciò nonostante, il 9 agosto il Rosenborg gli ha rinnovato il contratto per altre due stagioni.

#### Il ritorno al Levanger
Il 27 marzo 2015 è stato reso noto il suo passaggio al Levanger, tornando così al club in cui ha iniziato la carriera, che nel frattempo era arrivato in 1. divisjon: il giocatore si è trasferito con la formula del prestito fino all'estate. Il 21 luglio, il trasferimento è diventato a titolo definitivo e Rønning ha firmato un contratto valido per i successivi due anni e mezzo con il Levanger. Il 15 gennaio 2018 ha annunciato il ritiro dall'attività agonistica.

## Statistiche

### Presenze e reti nei club
Statistiche aggiornate al 16 gennaio 2018.
| Stagione          | Club              | Campionato        | Campionato | Campionato | Coppe nazionali | Coppe nazionali | Coppe nazionali | Coppe continentali | Coppe continentali | Coppe continentali | Supercoppe | Supercoppe | Supercoppe | Totale | Totale |
| Stagione          | Club              | Comp              | Pres       | Reti       | Comp            | Pres            | Reti            | Comp               | Pres               | Reti               | Comp       | Pres       | Reti       | Pres   | Reti   |
| ----------------- | ----------------- | ----------------- | ---------- | ---------- | --------------- | --------------- | --------------- | ------------------ | ------------------ | ------------------ | ---------- | ---------- | ---------- | ------ | ------ |
| 1999              | Levanger          | 3D                | ?          | ?          | CN              | ?               | ?               | -                  | -                  | -                  | -          | -          | -          | ?      | ?      |
| 2000              | Levanger          | 2D                | ?          | ?          | CN              | ?               | ?               | -                  | -                  | -                  | -          | -          | -          | ?      | ?      |
| 2001              | Levanger          | 3D                | ?          | ?          | CN              | ?               | ?               | -                  | -                  | -                  | -          | -          | -          | ?      | ?      |
| 2002              | Levanger          | 2D                | ?          | ?          | CN              | ?               | ?               | -                  | -                  | -                  | -          | -          | -          | ?      | ?      |
| 2003              | Levanger          | 2D                | ?          | ?          | CN              | ?               | ?               | -                  | -                  | -                  | -          | -          | -          | ?      | ?      |
| 2004              | Levanger          | 2D                | ?          | ?          | CN              | ?               | ?               | -                  | -                  | -                  | -          | -          | -          | ?      | ?      |
| 2005              | Levanger          | 2D                | ?          | ?          | CN              | ?               | ?               | -                  | -                  | -                  | -          | -          | -          | ?      | ?      |
| 2006              | Kongsvinger       | 1D                | 30         | 3          | CN              | 3               | 0               | -                  | -                  | -                  | -          | -          | -          | 33     | 3      |
| 2007              | AIK               | A                 | 3          | 0          | SC              | ?               | ?               | CU                 | 0                  | 0                  | -          | -          | -          | ?      | ?      |
| 2008              | Bodø/Glimt        | ES                | 25         | 1          | CN              | 5               | 1               | -                  | -                  | -                  | -          | -          | -          | 30     | 2      |
| 2009              | Bodø/Glimt        | ES                | 24         | 3          | CN              | 3               | 1               | -                  | -                  | -                  | -          | -          | -          | 27     | 4      |
| 2010              | Bodø/Glimt        | 1D                | 22         | 1          | CN              | 3               | 1               | -                  | -                  | -                  | -          | -          | -          | 25     | 2      |
| gen.-ago. 2011    | Bodø/Glimt        | 1D                | 18         | 1          | CN              | 2               | 0               | -                  | -                  | -                  | -          | -          | -          | 20     | 1      |
| Totale Bodø/Glimt | Totale Bodø/Glimt | Totale Bodø/Glimt | 89         | 6          |                 | 13              | 3               |                    | -                  | -                  |            | -          | -          | 102    | 9      |
| ago.-dic. 2011    | Rosenborg         | ES                | 5          | 0          | CN              | -               | -               | UEL                | 2                  | 0                  | -          | -          | -          | 7      | 0      |
| 2012              | Rosenborg         | ES                | 14         | 2          | CN              | 3               | 1               | UEL                | 11                 | 0                  | -          | -          | -          | 28     | 3      |
| 2013              | Rosenborg         | ES                | 13         | 0          | CN              | 3               | 0               | UEL                | 3                  | 0                  | -          | -          | -          | 19     | 0      |
| 2014              | Rosenborg         | ES                | 4          | 0          | CN              | 2               | 0               | UEL                | 2                  | 0                  | -          | -          | -          | 8      | 0      |
| Totale Rosenborg  | Totale Rosenborg  | Totale Rosenborg  | 36         | 2          |                 | 8               | 1               |                    | 18                 | 0                  |            | -          | -          | 62     | 3      |
| 2015              | Levanger          | 1D                | 28         | 0          | CN              | 2               | 0               | -                  | -                  | -                  | -          | -          | -          | 30     | 0      |
| 2016              | Levanger          | 1D                | 22         | 0          | CN              | 2               | 0               | -                  | -                  | -                  | -          | -          | -          | 24     | 0      |
| 2017              | Levanger          | 1D                | 14         | 1          | CN              | 1               | 0               | -                  | -                  | -                  | -          | -          | -          | 15     | 1      |
| Totale Levanger   | Totale Levanger   | Totale Levanger   | ?          | ?          |                 | ?               | ?               |                    | -                  | -                  |            | -          | -          | ?      | ?      |
| Totale            | Totale            | Totale            | ?          | ?          |                 | ?               | ?               |                    | 18                 | 0                  |            | -          | -          | ?      | ?      |